# Света Анна (Белфаст)
„Света Анна“ (на английски: St Anne's Cathedral) е протестантска катедрала в Белфаст, Обединено кралство, Северна Ирландия, част от две епархии: Конър и Даун Друмор.